# Деяния данов
«Деяния данов» (лат. Gesta Danorum) — хроника датского историка XII столетия Саксона Грамматика. Это основной, наиболее полный источник по истории и мифологии средневековой Дании.
Состоит из 16 томов, написанных на латыни. Gesta Danorum описывает историю Дании и в некоторой степени скандинавскую историю с древнейших времён до конца XII века. Кроме того Gesta Danorum содержит ценные данные по истории других частей Европы.

## Из истории
Оригинал текста Саксона утерян. Сохранились только четыре фрагмента: Фрагмент Ангера (или фрагмент из Анже), Фрагмент Лассена, Фрагмент Калл-Расмуссена и Фрагмент Плеснера. Фрагмент Ангера — самый большой и единственный признанный написанным рукой самого Саксона. Остальные фрагменты — списки. Все сохранившиеся фрагменты хранятся в Королевской библиотеке Дании в Копенгагене.
Уже к XVI веку текст хроники был фактически утерян и известен современникам только по краткому изложению под названием «Compendium Saxonis» в «Chronica Jutensis» от 1342 года. Название Gesta Danorum было обозначено именно в этом тексте. Оригинальное название самого Саксона осталось неизвестным.
В 1510—1512 годах Кристиерн Педерсен, датский переводчик, живший в Париже, начал свои поиски уцелевшего текста «Деяния данов». В конце концов ему удалось найти уцелевший экземпляр в Швеции в коллекции архиепископа лундского Биргера Гюннерсена. При содействии печатника Ядока Бадиуса «Деяния данов» были опубликованы 15 марта 1514 года в Париже на латинском языке под названием «Danorum Regum heroumque Historiae» (История королей и героев данов). Это издание — самое первое из известных изданий произведения, опубликовавшее текст хроники целиком.

## Издания

### Латинские издания
- Кристиерн Педерсен, 1514, Danorum Regum heroumque Historiae
- Иоганн Опоринус, 1534, Saxonis Grammatici Danorum Historiae Libri XVI
- Филип Лоницер, 1576, Danica Historia Libris XVI
- Стефан Иоганн Стефаниус, 1645, Saxonis Grammatici Historiæ Danicæ Libri XVI
- Христиан Адольф Клоц, 1771, Saxonis Grammatici Historiae Danicae libri XVI

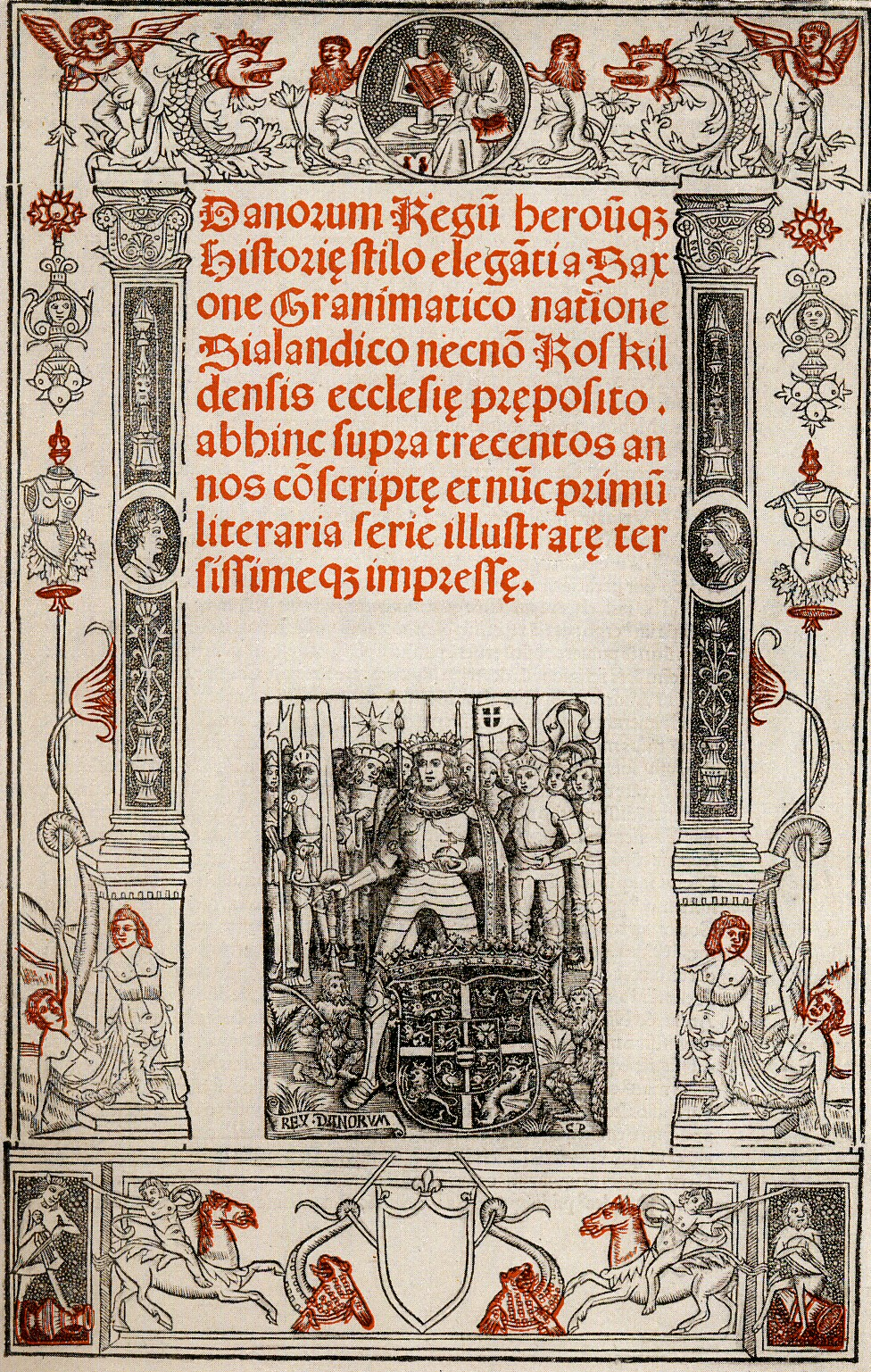
Титульный лист издания «Деяния Данов» (лат. Danorum Regum heroumque Historia) Кристиерна Педерсена. 1514 год, Париж.

- Петер Эразм Мюллер, 1839, Saxonis Grammatici Historia Danica
- Альфред Хольдер, 1886, Saxonis Grammatici Gesta Danorum
- Карстен Фрис-Йенсен, 2005, Gesta Danorum ISBN 978-87-12-04025-5, ISBN 87-12-04025-8

### Переводы на датский
- Кристиерн Педерсен, 1540, текст утерян
- Йон Турсонс, 1555, текст утерян
- Андерс Сёренсен Ведель, 1575, Den Danske Krønicke
- Sejer Schousbölle, 1752, Saxonis Grammatici Historia Danica
- Николай Грундтвиг, 1818—1822, Danmarks Krønike af Saxo Grammaticus
- Фредерик Винкель Хорн, 1898, Saxo Grammaticus: Danmarks Krønike
- Йорген Ольрик, 1908—1912, Sakses Danesaga
- Петер Зееберг, 2000, Saxos Danmarkshistorie ISBN 87-12-03496-7 (полный) ISBN 87-12-03534-3 (том 1) ISBN 87-12-03535-1 (том 2)

### Переводы на английский
- Оливер Элтон, 1894, The First Nine Books of the Danish History of Saxo Grammaticus
- Питер Фишер and Хильда Эллис Дэвидсон, 1979—1980, Saxo Grammaticus: The History of the Danes
- Эрик Кристиансен, 1980—1981, Saxo Grammaticus: Danorum regum heroumque historia, books X—XVI
- Уильям Хансен, 1983, Saxo Grammaticus and the life of Hamlet

### Другие переводы
- Герман Янцен, 1900, Saxo Grammaticus. Die ersten neun Bücher der dänischen Geschichte
- Людовика Кох и Мария Адель Чиполла, 1993, Sassone Grammatico: Gesta dei re e degli eroi danesi
- Юкио Танигути, 1993, Sakuso Guramatikusu: Denmakujin no jiseki

### Переводы на русский язык
- Саксон Грамматик. Деяния данов: В 2 тт. I—XVI книги / Пер. с лат. А. С. Досаева. — М.: SPSL; Русская панорама, 2017. — 1224 с. — (MEDIÆVALIA: средневековые литературные памятники и источники). — ISBN	978-5-93165-369-3.
- Гимранов Т. В. «Деяния данов. Книга І», отрывок второй книги (часть песни о Бьярки) (любительский перевод с английского и датского переводов, перевод поэзии — реконструкция текста, перевод с английского и датского подстрочников, а также с латыни, в ряде случае использованы сохранившиеся древнеисландские отрывки из саг)
- Кузнецова Т. И. Саксон Грамматик. Деяния датчан. Сага о Гамлете / перевод Т. Кузнецовой // Зарубежная литература средних веков. Латинская, кельтская, скандинавская, провансальская, французская литературы / Сост. Б. И. Пуришев. — 2-е изд., испр. и доп. — М. : Просвещение, 1974. — С. 60—68. — 399 с.
- Радонежский А. Б. «Деяния данов», полный профессиональный перевод с датского перевода. Ожидает издания. Часть перевода